# Panna Orleánská (Schiller)
Panna Orleánská nebo také Panna orleánská (1801, Die Jungfrau von Orleans) je divadelní hra o pěti jednáních s prologem německého dramatika Friedricha Schillera, která zobrazuje osudy francouzské hrdinky, rolnické dívky Jany z Arku, která během stoleté války dostala božský úkol zachránit Francii před porážkou od Angličanů. Pod Janiným vedením dosáhla francouzská armáda skvělých vítězství; ona se však poddá své lidskosti tím, že se zamiluje do nepřátelského vojáka, místo aby ho zabila. Nakonec padne na bitevní poli.

## Vznik a charakteristika hry
Práci na hře zahájil Schiller roku 1800 okamžitě po dokončení tragédie Marie Stuartovna. Premiéru měla hra 11. září roku 1801 v Lipsku. Sám autor se osobně zúčastnil až jejího třetího provedení a obecenstvo mu uspořádala bouřlivé ovace. Tiskem vyšla rovněž roku 1801 v Ungerově Kapesním kalendáři na rok 1802 (Taschenbuch für 1802).

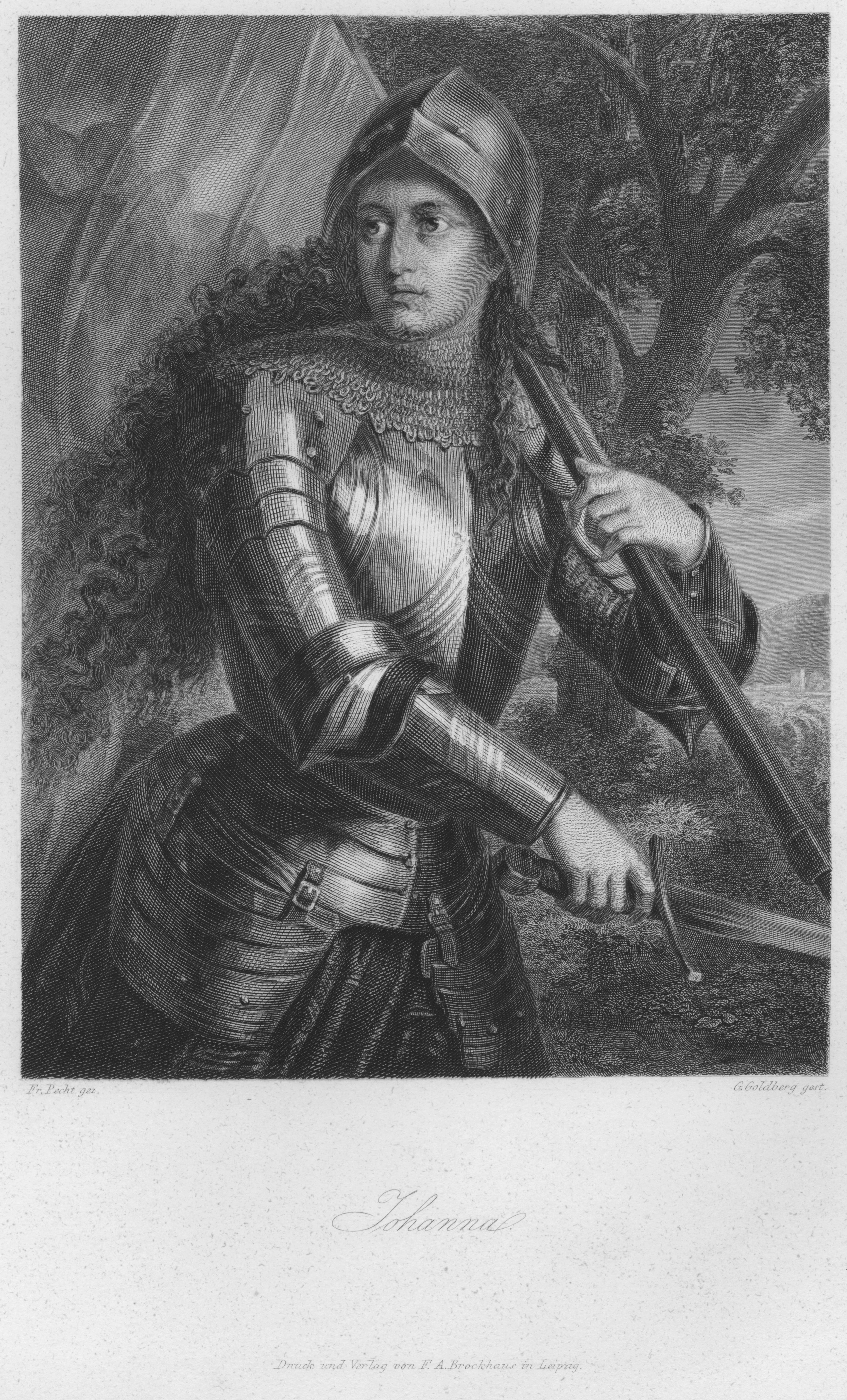
Jana z Arku

Hra patřila dlouho mezi nejúspěšnější německá divadelní díla, protože heroismus Jany poskytl autorovi příležitost k vyslovení mnoha aktuálních politických myšlenek, jako je svržení cizí nadvlády, odsouzení násilí a dobyvačných válek a zdůraznění myšlenky národního státu. Mezi pozdějšími kritiky však převládly rozpaky nad snovým charakterem a přehnaným patosem hry a také nad tím, jak Schiller nakládá s historickou pravdou (například Jana nezemře na hranici ale v bitvě, anglický generál Talbot zemřel ve skutečnosti až roku 1453). Kromě toho poukazovali také na nízkou vnitřní věrohodnost hry a Janinu úpornou snahu o osvobození Francie považovali dokonce za nacionalismus. Schillerovi však nešlo o sepsání historického dramatu a o co nejrealističtější reprodukci historických událostí, ale o zobrazení konfliktu mezi právem jedince na štěstí a jeho dějinným posláním, konfliktu mezi božským pověřením a lidskými sklony, který musí Jana překonávat.
Hra je silně ovlivněna názory Immanuela Kanta, zejména Kantovou myšlenkou kategorického imperativu „Jednej jen podle té maximy (zásady), od níž můžeš zároveň chtít, aby se stala obecným zákonem“ Podle této zásady musí Jana potlačit své osobní sklony ve prospěch povinnosti uložené jí Bohem a svatou Pannou Marií. Na rozdíl od Kanta není však Janino jednání výsledkem rozumu, ale impulsy, kterými se řídí, jsou silně iracionální.
Sám autor označil svou hru za romantickou tragédii, což naznačuje, že Schiller dramatem reagoval na nastupující romantismus. Tragédie je plná tajemných, racionálně nepochopitelných událostí, které je pravděpodobně nutné hodnotit jako „zázraky“ (Janiny vědomosti, její nadlidské síly, hypnotický účinek na druhé atp.). Kromě „zázračných“ aspektů se ve hře objevuje zjevení tajemného „černého rytíře“ a také souběžnost procesů v přírodě a v lidském světě.
Formálně se hra drží výstavby klasické tragédie s pěti jednáními, další pravidla klasického dramatu však příliš dodržovány nejsou. Jednotlivé dějové prvky na sebe navazují tak volně, že se tím rozbíjí jeho přísná jednota a uzavřenost. Tragédie je napsána v blankversu, tedy v pětistopém jambickém verši, Schiller se však od něho na několika místech odkloňuje, aby obohatil jazyk dramatu o lyrické (romantické) prvky.
Hra je rovněž Schillerovým protestem proti satirickému eposu Panna (La Pucelle d'Orléans) od Voltaira, ve kterém Janu učinil terčem posměchu.

## Obsah tragédie

### Významné postavy tragédie

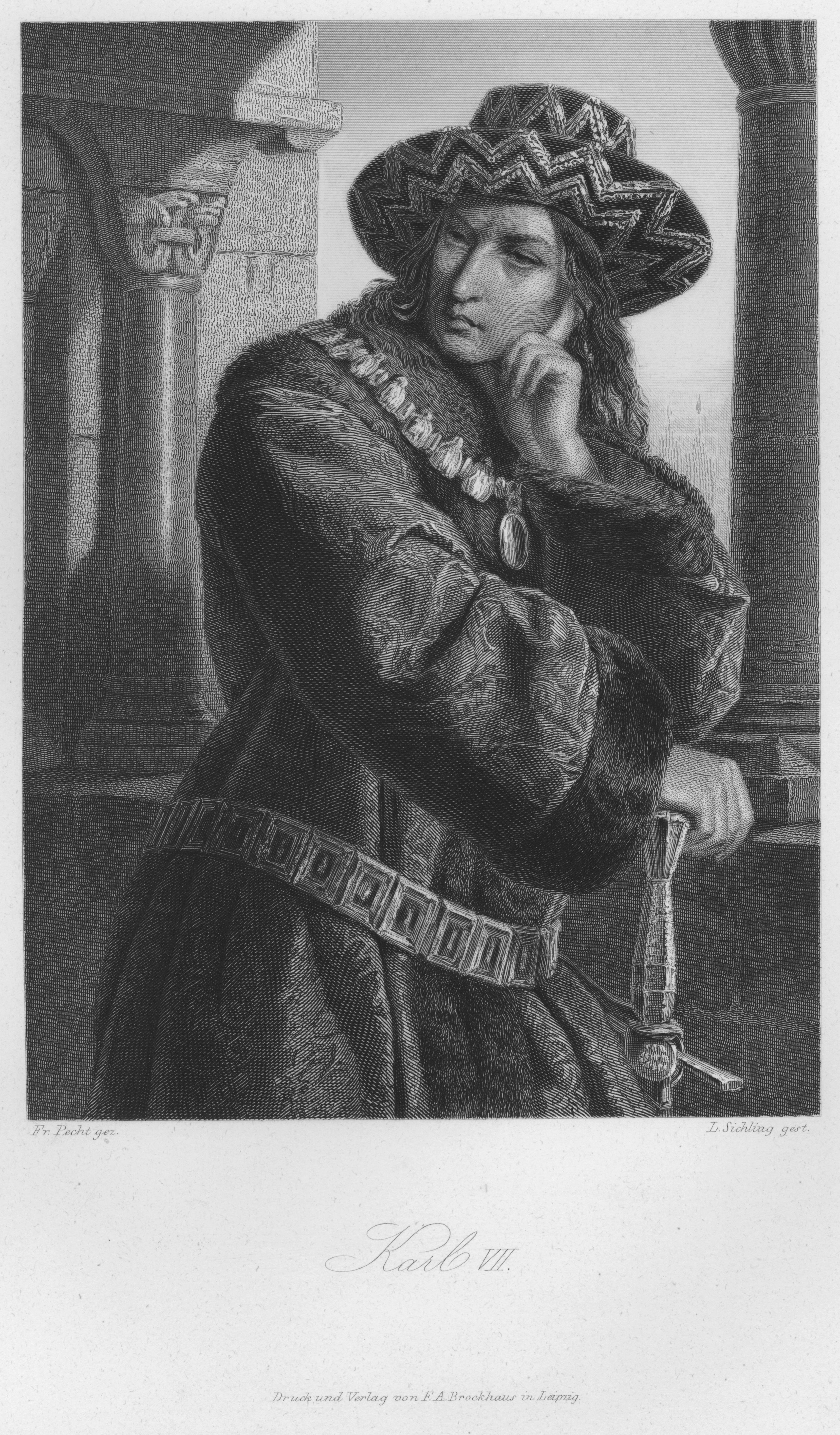
Karel VII.

Jména postav a názvy měst jsou převzaty z překladu Valtera Feldsteina.
- dauphin Karel, pozdější Karel VII., francouzský král.
- královna Isabeau, jeho matka. Stojí na straně Angličanů, protože svého syna nenávidí za to, že jí poslal do vyhnanství kvůli jejím údajné volnějším mravům.
- Anežka Sorelová, Karlova milenka.
- Filip Dobrý, burgundský vévoda stojící po vraždě svého otce Jana Burgundského, připisované dauphinovi Karlovi, na straně Angličanů
- hrabě Dunois známý jako Bastard z Orleánsu, levoboček vévody Ludvíka, francouzský vojevůdce.
- La Hire, francouzský důstojník.
- Raoul, lotrinský rytíř.
- Talbot, anglický vojevůdce.
- Lionel, anglický důstojník.
- Montgomery, velšský rytíř.
- Thibaut d'Arc, zámožný francouzský rolník.
- Margot, Louison a Jana, jeho dcery.
- Raimond, Janin nápadník.
- Bertrand, francouzský rolník.

### Děj tragédie

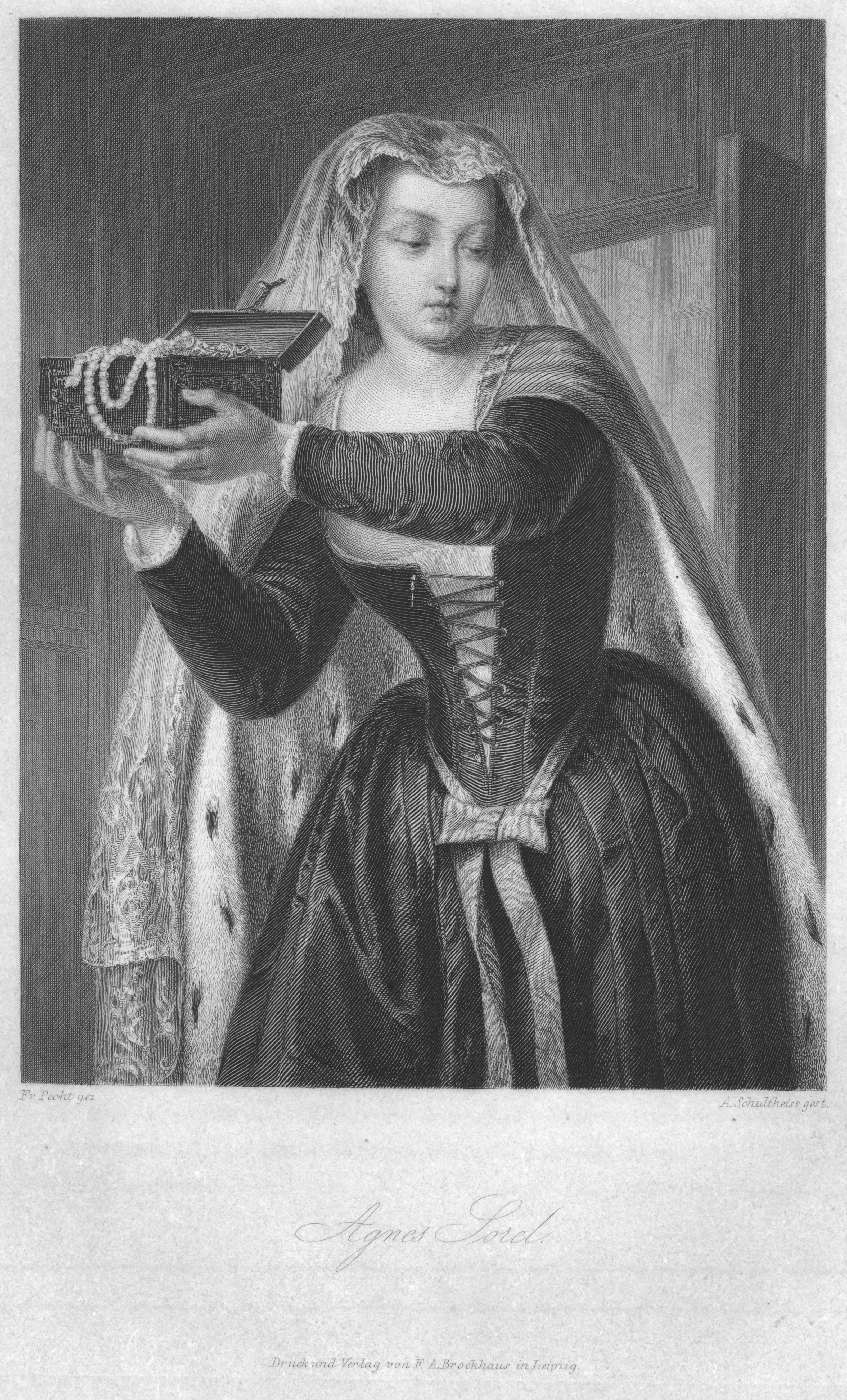
Anežka Sorelová

Rolník Thibaut d'Arc mí tři dcery. Se dvěma z nich je spokojený, protože bez reptání přijímají muže, za které je chce provdat. Nejmladší Jana je však pro něho zdrojem smutku. Tvrdošíjně odmítá upřímného a pracovitého mladého muže Raimonda, který se jí léta dvoří, raději se v tichosti stahuje do přírody, modlí se a rozjímá. Její otec je přesvědčen, že postrádá křesťanskou pokoru a že duchové usídlení v místě jejich bydliště pod „stromem druidů“ ji svádí ke zlu. Raimond Janu brání s tím, že široko daleko není žádná dívka, která by byla skromnější než Jana.
Z města se vrací rolník Bertrand a přináší helmu, kterou mu vnutila jakási cikánka. Jakmile ji Jana uvidí, okamžitě si ji k pobouření svého otce přivlastní, ale Raimond ji opět omlouvá a připomíná jí, jak kdysi přemohla vlka, který jim zadávil mnoho ovcí, takže má právo helmu nosit.
Bertrand také ve městě zjistí, jak špatně si stojí francouzská armáda a město Orleans. Angličané a jejich spojenci Burgundové mají takovou převahu, že dříve nebo později jim padne město do jejich rukou Následně Jana vášnivě vyjádří svou vizi odporu a osvobození Francie. Když se octne sama, obrací se k přírodě a ke svým ovečkám, aby se s nimi rozloučila, protože jí čeká velký úkol.
Situace dauphina Karla je skutečně zoufalá. Angličané a Burgundové už dobyli velké části země a nyní obléhají Orleans. Jeho vojáci i velitelé začínají dezertovat, protože už měsíce nedostávají plat. Z Orleansu přicházejí zprávy, že bez vojenské podpory město brzy padne. Karel nařídí zastavit další pozemky, aby získal peníze, ale zjistí, že už nemá skoro nic.
Sužovaný tolika špatnými zprávami se Karel s těžkým srdcem rozhodne ponechat Orleans svému osudu a doufat, že nepřátelé budou milosrdní. Jeho milenka Anežka Sorelová ho prosí, aby se nevzdával naděje a neudělal si takovou hanbu. Také hrabě Dunois je zděšen a myslí si, že takováto zbabělost není hodná krále. Ale Karel se svého rozhodnutí drží s své milence navrhne, aby spolu odešli do exilu.
V tu chvíli se objeví rytíř Raoul a říká, že se stal zázrak: mezi francouzskými vojáky se náhle objevila panna v přilbě a svou neuvěřitelnou odvahou a statečností téměř sama zahnala nepřátelskou armádu na útěk. Dívka, která o sobě tvrdí, že je poslaná Bohem, je již na cestě, aby se Karlovi představila. Karel nařídí, aby hrabě Dunois usedl na trůn místo něj, protože pokud má tajemná dívka skutečně zázračné schopnosti, musí tuto lest prohlédnout. Když Jana vstoupí, okamžitě požaduje, aby falešný král opustil trůn, a k údivu přítomných bez váhání přistoupí ke správnému vládci a padne před ním na kolena. Navíc mu dokáže přesně říci obsah jeho tří modliteb z minulé noci.
Dále Jana všem oznámí, že jí posílá Matka Boží s tím, že čistá panna může dokázat činy neuvěřitelné, ubrání-li se lásce pozemské. Karlovi slibuje, že pro něho podrobí celou Francii a že jej dovede ke korunovaci do Remeše. Poté je všemi uznána jako božská vyslankyně a Karel ji pověří vedením své armády.

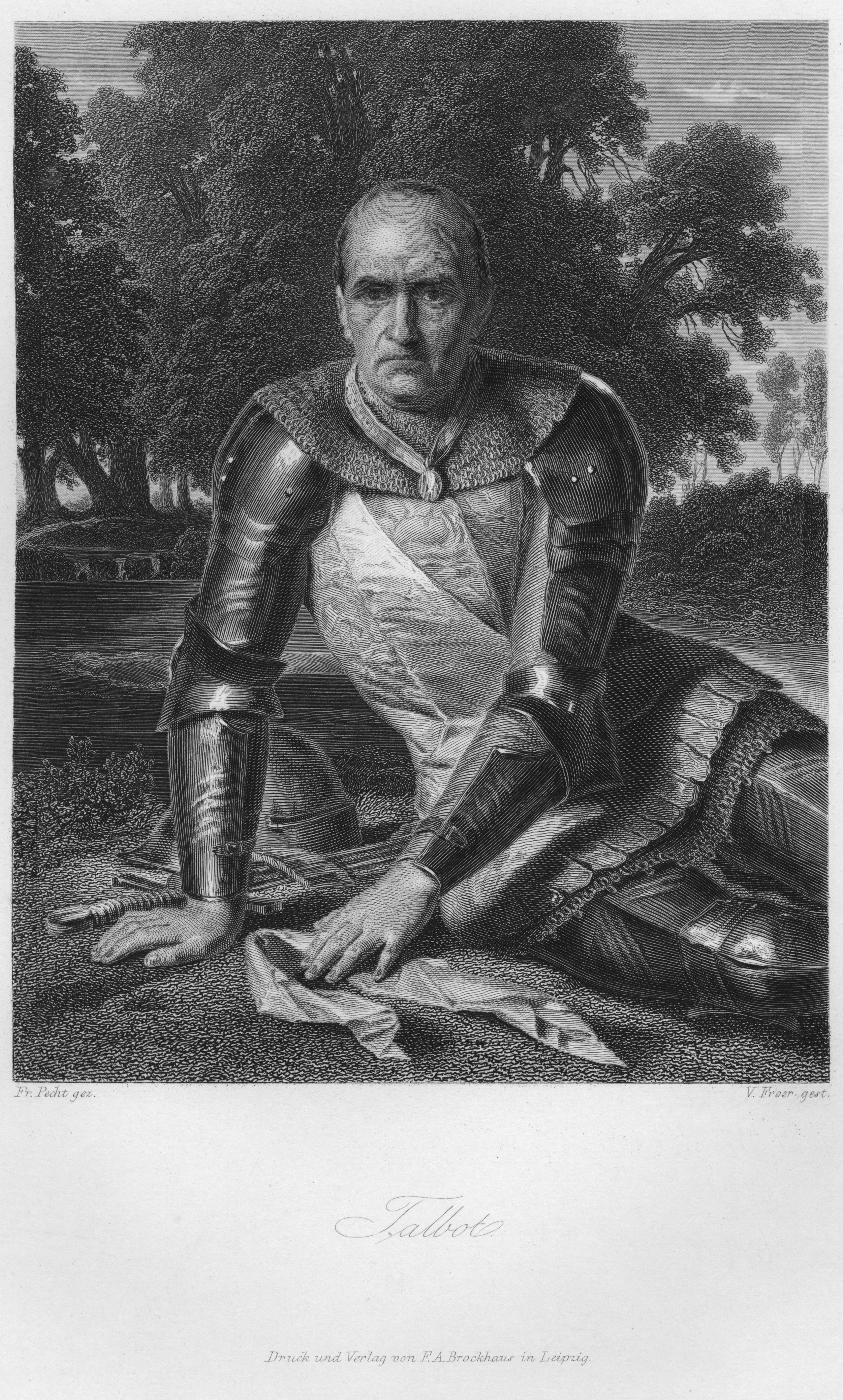
John Talbot

Před Orleansem uštědří Jana nepřátelům tak zničující porážku, že se jejich armádní velitelé (Talbot, Lionel a burgundský vévoda) dostanou do ostré hádky, ve které se navzájem obviňují, kdo nese vinu za vojenskou katastrofu, což má za následek, že se koalice mezi Angličany a Burgundy téměř rozpadá. Královna Isabeau je proto přísně vyzývá k disciplíně.
Krátce nato se Francouzům pod vedením Jany podaří vniknout do nepřátelského vojenského tábora. Zde se setkává s velšským rytířem Montgomerym. Ten odhodí zbraně a prosí o milost. Jana však neprojevuje žádné slitování a v následném souboji jej zabije. Objeví se burgundský vévoda a chce s Janou bojovat. Jana však pronese tak silnou vlasteneckou řeč, že vévoda vycítí její božskou moc a rozhodne se přidat se na její stranu. Z vděčnosti za vítězství povýší Karel Janu do šlechtického stavu.
Jana vzbuzuje u svých spolubojovníků víc než obdiv. Dunois i La Hire ji chtějí požádat o ruku. Oba muži se dohodnou, že kvůli tomu nenechají své dlouholeté přátelství rozpadnout, ale nechají rozhodnutí na ženě, které se dvoří. Při oslavě usmíření mezi Francouzi a Burgundy požádají oba muži o Janinu přízeň, ale jsou odmítnuti. I když se Jana cítí nesmírně poctěna, jako boží bojovnice nemůže pomýšlet na svatbu, dokud není její dílo dokončeno. Ani slova arcibiskupa ani král nemohou ani v nejmenším změnit její postoj. Místo toho vyzývá k pokračování boje za svobodu Francie.
Francouzi pod vedením Jany opět vítězí, tentokrát v bitvě u Remeše, ve které padne i anglický vrchní velitel Talbot. Jana potká rytíře celého v černém brnění a se spuštěným hledím, který ji varuje, aby již ve vedení války nepokračovala. Když na něho chce Jana zaútočit, rytíř se slovy „zabíjej, co je smrtelné“, zmizí v zemi. Jana je přesvědčena, že je to duch, který povstal z pekla, aby zviklal její odhodlání dokončit osvobození země. 

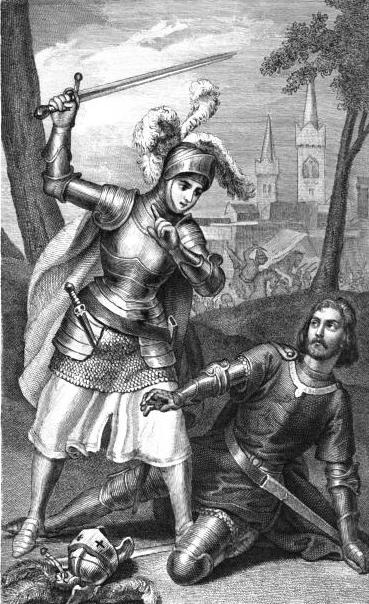
Jana a Lionel, scéna ze hry, ilustrace z roku 1845

Vzápětí se na bojišti střetne s anglickým důstojníkem Lionelem, který ji proklíná. Porazí jej, a když mu strhne přilbu z hlavy, aby jej identifikovala, je přemožena náhlou láskou k němu a není schopná ho zabít. Lionel její náklonnost opětuje, ale musí prchnout, protože se blíží francouzští důstojníci Dunois a La Hire.
Zatímco Francouzi a Burgundové slaví velkolepý svátek usmíření, Jana se trápí výčitkami. Skutečnost, že Lionela nejen ušetřila, ale také že na něj musí neustále myslet, považuje za zradu svého božského poslání. Anežka Sorelová ji žádá, aby si sundala brnění a otevřela se lásce hraběte Dunoise. Jana ale o sobě hovoří jako o hanebné zrádkyni, čemuž Anežka nerozumí. Když se Jana dozví, že má nést svůj prapor před králem během jeho korunovačního průvodu, zpočátku to odmítá, ale nakonec s krajní nechutí požadavek splní.

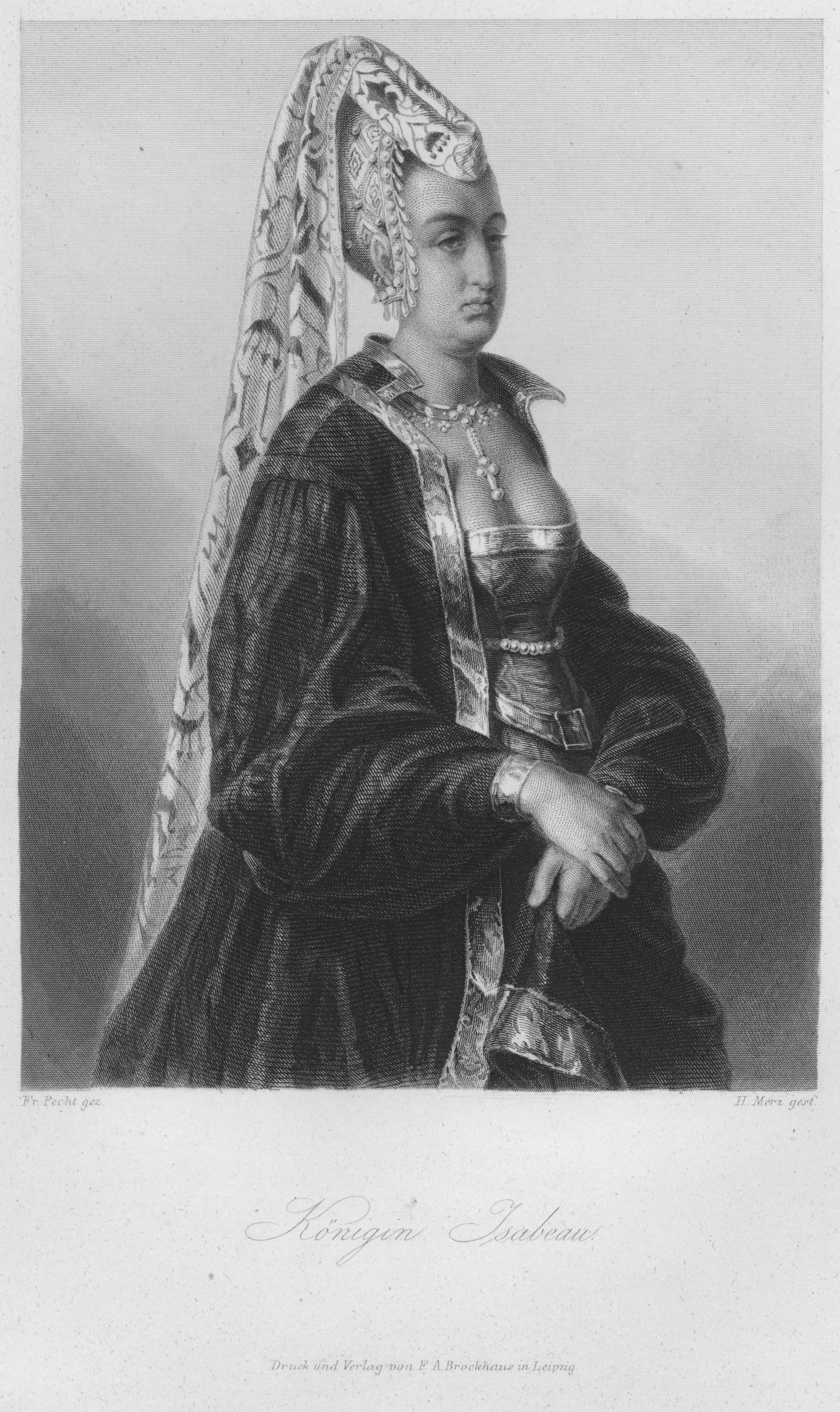
Královna Isabeau

Oslav se účastní i Janina rodina s Raimondem. Otec Janu před shromážděným davem obviňuje, že neuzavřela smlouvu s Bohem, ale s ďáblem. Jeho slova doprovází hrozné dunění hromu. Všichni na Janu naléhají, aby vyvrátila obvinění svého otce a uznala svou roli Bohem poslané zachránkyně vlasti. Ale Jana mlčí. Postupně se kolem ní šíří hrůza, že by její otec mohl mít pravdu. Všichni se od Jany odvrací. Jen hrabě Dunois protestuje. Věří v Janinu nevinu, ale když jí chce podat ruku, Jana se od něho se škubnutím odvrátí. Nakonec dostává od krále Karla VII. povolení, že může zcela svobodně opustit město.
Věrný Janě zůstane pouze Raimond, který ji vždy chránil proti obviněním jejího otce. Společně hledají útočiště před bouří v uhlířské chatrči. Jsou vlídně přijati, ale když uhlířský synek Janu pozná a označí ji za orleánskou čarodějnici, uhlířská rodina v hrůze prchá. Jana potvrzuje Raimondovi, že není ve spolku s ďáblem, ale s Bohem. Skutečnost, že při obviněních mlčela, byla způsobena tím, že na ni Všemohoucí uvalil zkoušku, ze které nechtěla uniknout. Najednou se objeví angličtí vojáci. Zatímco Raimond uprchne, Jana je zajata a na příkaz královny Isabeau je spoutána řetězy.
Mezitím Francouzi litují, že poslali Janu do vyhnanství, protože válka se okamžitě znovu obrátila v jejich neprospěch. Když Raimond donese zprávu o tom, že je Jana zajata, hrabě Dunois vyzve ostatní šlechtice, aby ji osvobodili.
V anglickém táboře se Jana setká znovu s Lionelem, který ji žádá, aby se přidala na stranu Angličanů. Jana však všem milostným pokušením odolá. Vypukne bitva a Isabeau vyhrožuje, že Janu zabije, pokud Francouzi získají převahu. Pak se Angličanům podaří shodit krále Karla VII. z koně a obklíčit ho. Isabeau se Janě vysmívá, že teď by měla ukázat, k čemu je jako spasitelka dobrá. Janiny modlitby jsou však tak vroucí, že je obdařena nadlidskou silou a přetrhne své řetězy. Vytrhne nejbližšímu vojákovi meč a vrhne se na bojiště, načež Francouzi dosáhnou skvělého vítězství a La Hire vezme Isabeau do zajetí. Ale Jana je v bitvě těžce zraněna. Naposledy vstane, požádá o svůj prapor a padne na něj mrtvá. Na tichý pokyn krále jsou všechny ostatní prapory jemně spuštěny na její tělo a úplně je zahalí.

## Adaptace

### Opera

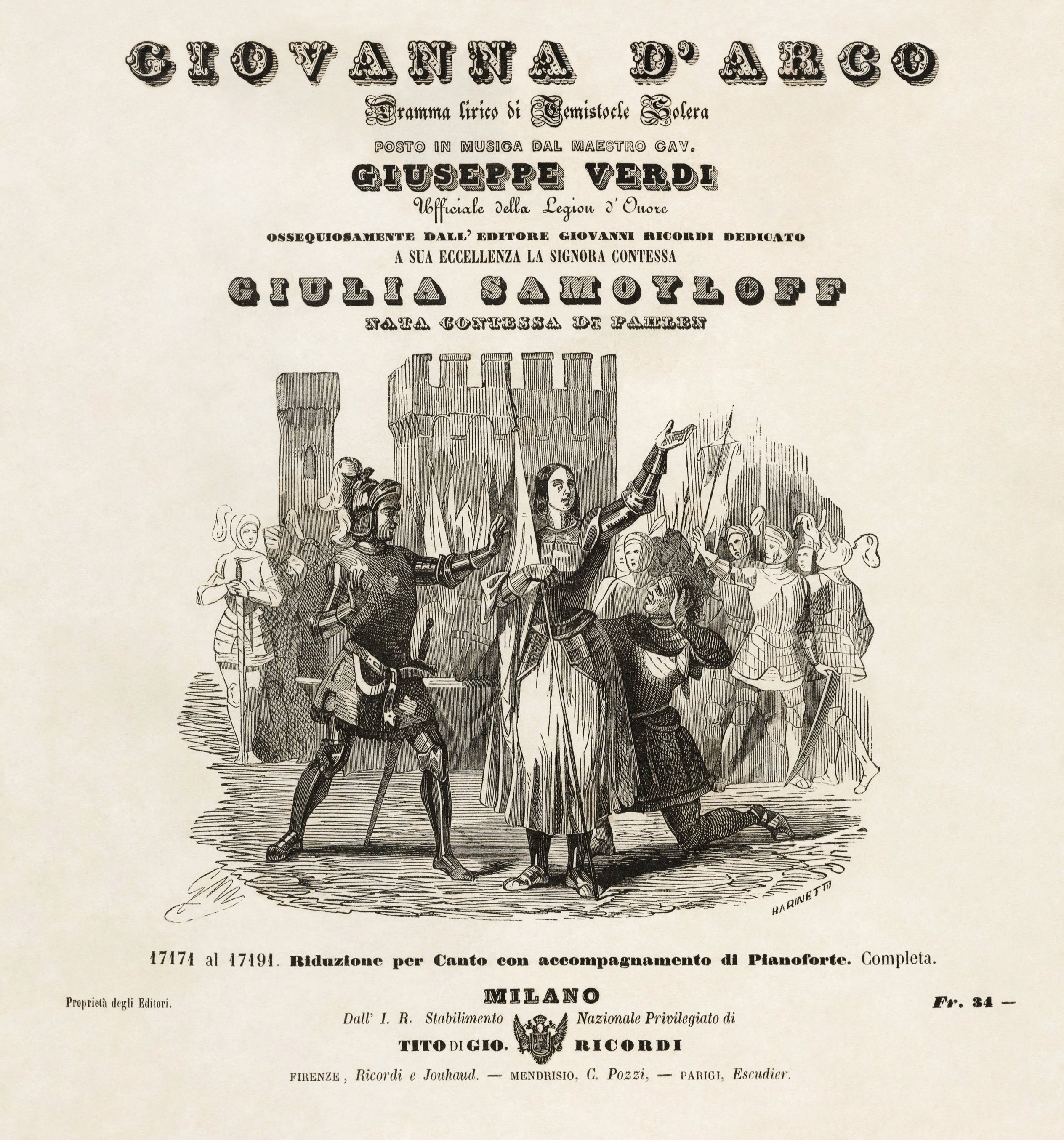
Tirulní list klavírní vokální partitury Verdiho opery Giovanna d'Arco z roku 1846

- Nicola Vaccai: Giovanna d'Arco (1827, Jana z Arku), italská opera, libreto Gaetano Rossi.[8]
- Giovanni Pacini: Giovanna d'Arco (1830), italská opera, libreto Gaetano Barbieri.[9]
- Giuseppe Verdi: Giovanna d'Arco (1845), italská opera, libreto Temistocle Solera.[10]
- Petr Iljič Čajkovskij: Орлеанская дева (1881, Panna orleánská), ruská opera, libreto skladatel.[11]
- Giselher Klebe: Das Mädchen aus Domrémy (1976, Dívka z Domrémy), německá opera, libreto skladatel a Lore Klebe.[12]

### Televizní inscenace
- Die Jungfrau von Orleans (1974), západoněmecký televizní film, režie Heribert Wenk a Wilfried Minks.
- Die Jungfrau von Orleans (1976), východoněmecký televizní film, režie neuvedena.
- Die Jungfrau von Orleans (1988), rakouský televizní film, režie Torsten Fischer a Claus Homschak.
- Giovanna d'Arco (1989), záznam opery Giseppa Verdiho z Teatro Comunale di Bologna, režie Keith Cheetham a Werner Herzog.
- Орлеанская дева (1993. Panna orleánská), záznam Čajkovského opery z moskevského Velkého divadla (Большой театр), režie Brian Large.
- Giovanna d'Arco (2008), záznam opery Giseppa Verdiho z Teatro Regio di Parma.
- Giovanna d'Arco (2015), záznam opery Giseppa Verdiho z milánského divadla La Scala, režie Patrice Caurier a Moshe Leiser.[13]

## Česká vydání a inscenace
- Šillerowa Panna Orleanská, Praha: Knížecí arcibiskupská knihtiskárna 1838, přeložil Simeon Karel Macháček
- Schillerova Panna Orleanská, Praha: Ignác Leopold Kober 1884, přeložil Simeon Karel Macháček.
- Panna Orleánská, Praha: Novina 1941, přeložil Bohumil Mathesius.
- Panna Orleánská, Praha: ČLDJ 1956, přeložil Valter Feldstein.
- Panna Orleánská, in Valdštejn; Marie Stuartovna; Panna Orleánská. Praha: SNKLHU 1958, přeložil Valter Feldstein.
- Panna Orleánská, inscenace Klicperova divadla v Hradci Králové, premiéra 26. dubna 2008, přeložil Valter Feldstein, režie Braňo Mazúch.[14]